# Třída Fournoi
Třída Fournoi (jinak též OPV-58) je třída oceánských hlídkových lodí řecké pobřežní stráže. Třídu tvoří celkem tři jednotky. Plavidla jsou hlídkovou verzí raketových člunů třídy Sa'ar 4. Objednávka této třídy byla prvním prodejem izraelských válečných lodí některému evropskému státu.

## Stavba
Stavba plavidel třídy Fournoi vyvstala z urgentní potřeby posílení pobřežní stráže pro zajištění letních olympijských her konaných roku 2004 v Aténách. V listopadu 2002 byly u loděnice Israel Shipyards objednány tři jednotky s opcí na čtvrtou (nebyla využita). Kontrakt měl hodnotu 100 milionů dolarů.
Jednotky třídy Fournoi:
| Jméno                             | Spuštěna | Vstup do služby   | Status  |
| --------------------------------- | -------- | ----------------- | ------- |
| Fournoi (LS-060, ΛΣ-060)          |          | 31. prosince 2003 | aktivní |
| Ro (LS-070, ΛΣ-070)               |          | únor 2004         | aktivní |
| Agios Efstratios (LS-080, ΛΣ-080) |          | 9. června 2004    | aktivní |

## Konstrukce

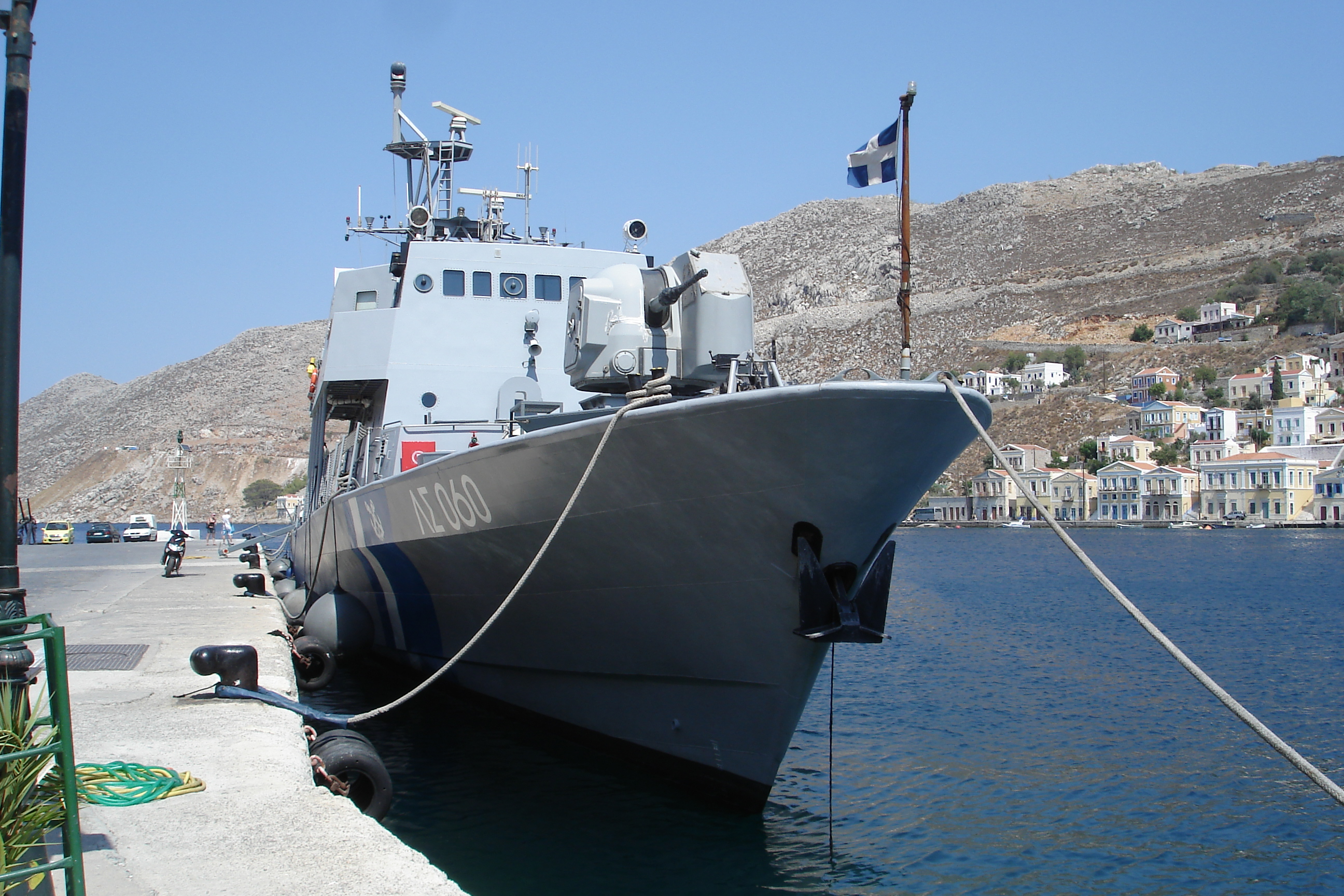
Fournoi (LS-060)

Ocelový trup se dělí na 12 vodotěsných sekcí. Nástavby jsou z hliníku. Elektroniku tvoří navigační radar Decca Bridgemaster a Decca Bridgemaster (ARPA), oprotronický systém Rafael Toplite (slouží i jako systém řízení palby) a systém pro odposlech rádiové komunikace. Hlavní výzbroj tvoří věžový modul OTO Melara Single 30 SAFS s jedním 30mm kanónem Mauser Mk 30-1 Model F ve věžičce na přídi. Lze jej ovládat dálkově i manuálně. Po stranách stožáru jsou dvě zbraňové stanice Rafael Mini-Typhoon, každá s jedním 12,7mm kulometem M2HB. Za nástavbou jsou umístěny dva rychlé inspekční čluny RHIB s jeřábem. Pohonný systém tvoří čtyři diesely MTU 16V 956 TB91, každý o výkonu 2760 kW, pohánějící čtyři lodní šrouby. Nejvyšší rychlost dosahuje 34,5 uzlu.